# Kapelle zur Heiligen Familie (Eiersheim)

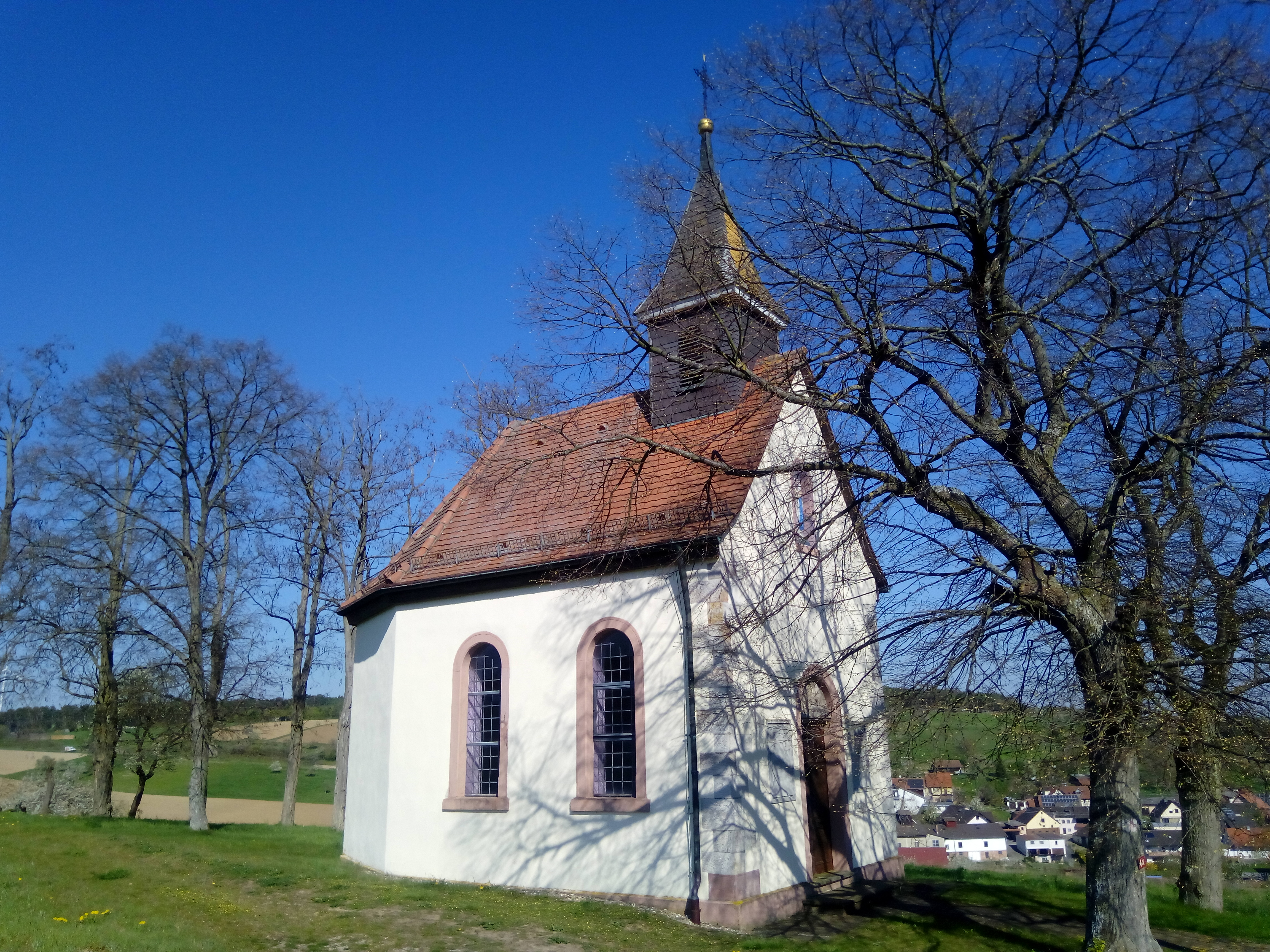
Kapelle Zur Heiligen Familie bei Eiersheim, 2019

Die römisch-katholische Kapelle zur Heiligen Familie befindet sich auf einer Anhöhe bei Eiersheim, einem Stadtteil von Külsheim im Main-Tauber-Kreis in Baden-Württemberg. Sie befindet sich oberhalb des Eiersheimer Kirchenberges und wurde „Zur Heiligen Familie“ geweiht.

## Geschichte

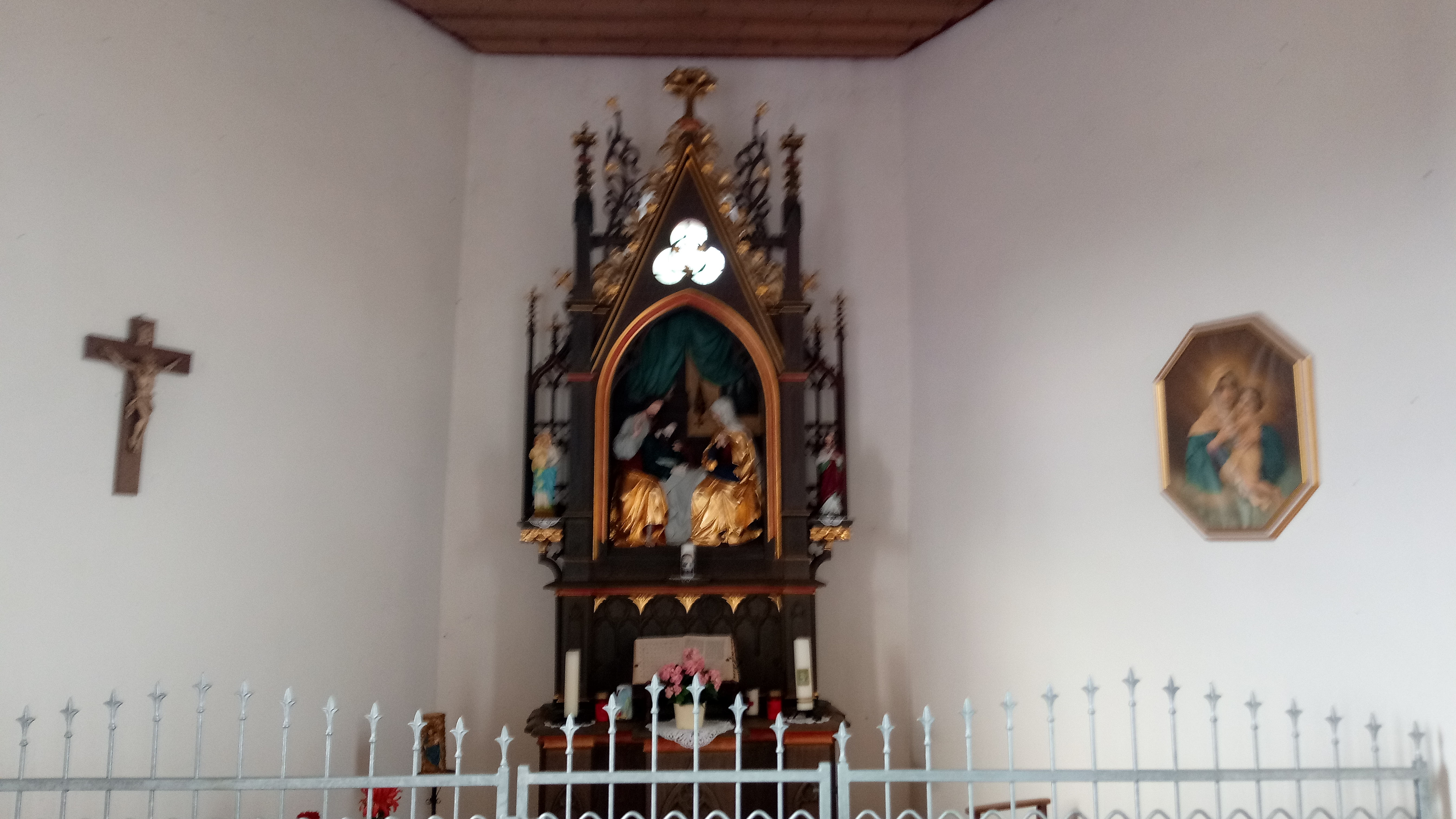
Blick in den Kapelleninnenraum

Die Kapelle wurde im Jahre 1885 von Josef Anton Kremer aufgrund seiner glücklichen Wiederkehr aus dem Deutsch-Französischen Krieg von 1870/71 errichtet. Die Kapelle wird seither von Teilen der einheimischen Bevölkerung zum stillen Gebet aufgesucht und dient insbesondere im Marienmonat Mai zu Maiandachten. Am 31. Mai 2015 wurde eine Jubiläumsandacht zum 130-jährigen Bestehen der Kapelle gefeiert. Dabei sorgte die Pfarrgemeinde Eiersheim unter Beteiligung der Eiersheimer Musikanten, des Kirchenchores und des Männergesangvereins Eintracht Eiersheim für einen anschließenden Festbetrieb in und am Pfarrhaus in Eiersheim. Die Jubiläumsandacht wurde mit Pater Joachim Seraphin und den Diakonen des Diakonatskreises Tauberbischofsheim gefeiert. Bei der Kapelle handelt es sich um einen schlichten Bau mit Dachreiter. Die Kapelle liegt heute im Gebiet der Seelsorgeeinheit Külsheim-Bronnbach, die dem Dekanat Tauberbischofsheim des Erzbistums Freiburg zugeordnet ist. Die Kapelle steht als Kulturdenkmal der Stadt Külsheim unter Denkmalschutz.

## Kriegerdenkmal
Links und rechts des Kapelleneingangs befinden sich ein Kriegerdenkmal in Form von zwei Steintafeln für die Opfer des Ersten Weltkriegs aus Eiersheim. Ergänzend befindet sich im Bogen über der Eingangstür die Darstellung eines sterbenden Soldaten, der von Jesus getröstet wird.